# 鳳伽異
凤伽异（739年—779年前），又作凤迦异，8世纪位于今中国云南的南诏国第二代国王阁罗凤的儿子。

## 生平
唐玄宗天宝五载（746年，一作四载），奉命出使唐，受到厚待。天宝七载（748年），唐朝授以上卿兼阳瓜州刺史、都知兵马大将军。南诏叛唐后，天宝十一载（752年），吐蕃授给大瑟瑟告身都知兵马大将。凤伽异和南诏大军将段俭魏率部两次迎战唐兵于西洱河，大败唐兵。随后又出兵滇东地区，统一滇东南北广大地区，在昆明筑拓东城镇守，封为副王，自称上元皇帝。永泰元年（765年）筑云南城、拓东城（今昆明市）。在阁罗凤生前就去世了，阁罗凤只好以孙子异牟寻为继承人。779年，阁罗凤死后，凤伽异的儿子异牟寻即位，异牟寻追谥凤伽异为悼惠王。